# Ý chí tự do

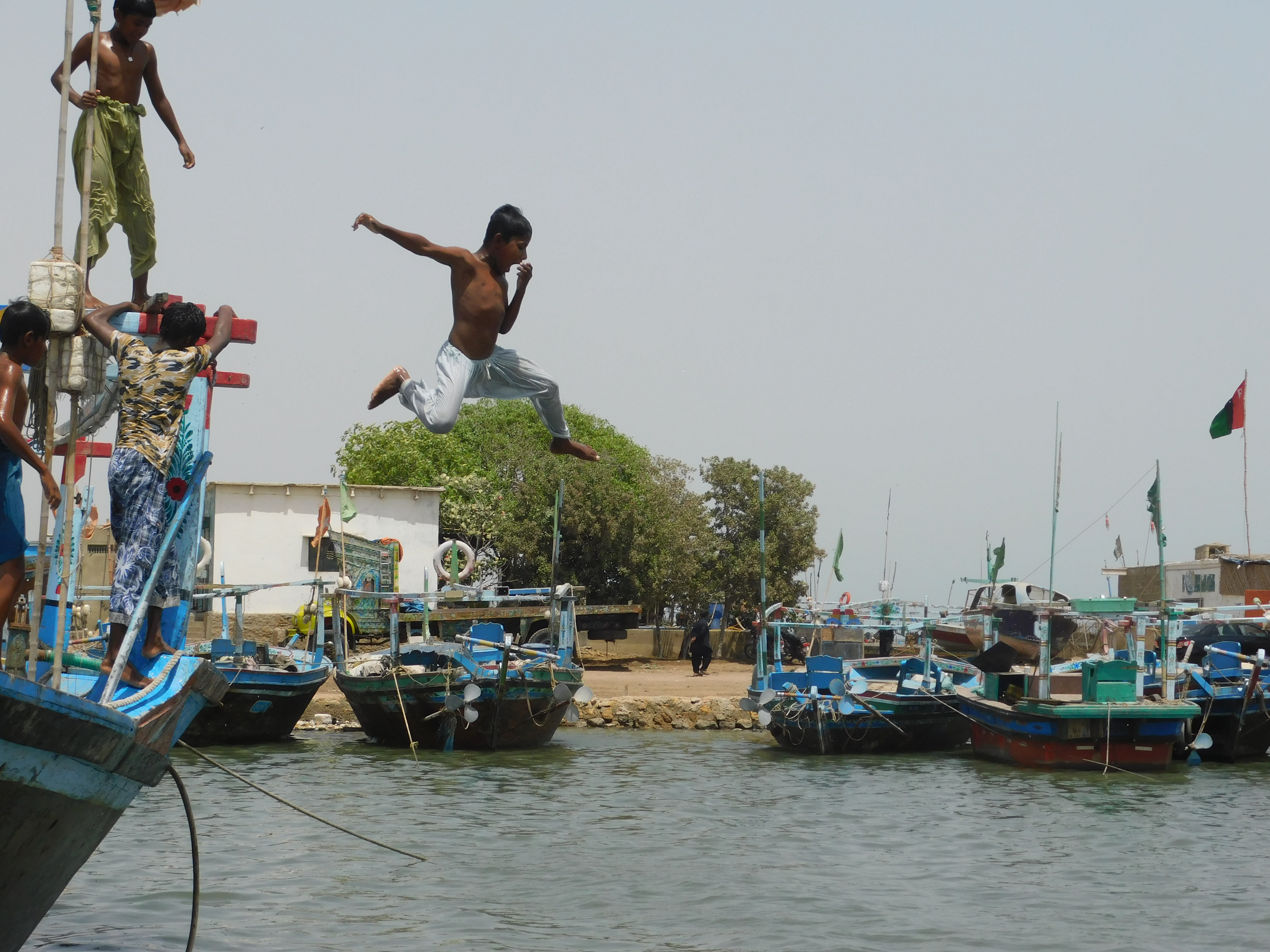
Người nhảy xuống nước, sử dụng ý chí tự do của mình

Ý chí tự do là khả năng lựa chọn giữa các con đường hành động có thể mà không bị cản trở.
Ý chí tự do được liên kết chặt chẽ với các khái niệm về trách nhiệm đạo đức, khen ngợi, khả năng phạm tội, tội lỗi và các bản án khác chỉ áp dụng cho các hành động được tự do lựa chọn. Nó cũng được kết nối với các khái niệm về lời khuyên, thuyết phục, cân nhắc và cấm đoán. Theo truyền thống, chỉ những hành động được tự do ý chí mới được coi là tín dụng xứng đáng hoặc đổ lỗi. Cho dù tự do sẽ tồn tại, nó là gì và những tác động của việc nó có tồn tại hay không là một trong những cuộc tranh luận dài nhất về triết học và tôn giáo.
Một số ý chí tự do quan niệm là khả năng đưa ra lựa chọn trong đó kết quả không được xác định bởi các sự kiện trong quá khứ. Chủ nghĩa quyết định cho thấy rằng chỉ có một khóa học của các sự kiện là có thể, không phù hợp với sự tồn tại của ý chí tự do do đó được hình thành. Triết học Hy Lạp cổ đại đã xác định vấn đề này, vẫn là một trọng tâm chính của cuộc tranh luận triết học. Quan điểm cho rằng quan niệm ý chí tự do như không phù hợp với định mệnh được gọi incompatibilism và bao gồm cả chủ nghĩa tự do siêu hình (tuyên bố rằng định mệnh là sai và do đó ý chí tự do là có thể) và định mệnh cứng (tuyên bố rằng định mệnh là đúng và do đó ý chí tự do sẽ không là khả thi). Chủ nghĩa không tương thích cũng bao hàm chủ nghĩa không tương thích cứng, không chỉ có tính quyết định mà còn phủ nhận nó không phù hợp với ý chí tự do và do đó, ý chí tự do là không thể đối với bất kỳ trường hợp nào có thể liên quan đến chủ nghĩa quyết định.
Ngược lại, những người theo chủ nghĩa tương hợp cho rằng ý chí tự do là tương thích với định mệnh. Một số người đồng hương thậm chí cho rằng chủ nghĩa quyết định là cần thiết cho ý chí tự do, lập luận rằng sự lựa chọn liên quan đến sự ưu tiên cho một quá trình hành động khác, đòi hỏi ý thức về cách lựa chọn sẽ xuất hiện. Do đó, những người theo thuyết tương đối coi cuộc tranh luận giữa những người theo chủ nghĩa tự do và những người quyết định cứng rắn về ý chí tự do so với chủ nghĩa quyết định là một vấn đề nan giải giả. Các nhà tương thích khác nhau đưa ra các định nghĩa rất khác nhau về ý nghĩa của "ý chí tự do" và do đó tìm ra các loại ràng buộc khác nhau có liên quan đến vấn đề này. Những người đồng hương cổ điển coi ý chí tự do không gì khác hơn là tự do hành động, xem xét một ý chí tự do chỉ đơn giản là nếu có một người muốn làm điều ngược lại, người ta có thể làm khác mà không gặp trở ngại vật lý. Thay vào đó, những người đồng hương đương thời xác định ý chí tự do là một năng lực tâm lý, chẳng hạn như hướng hành vi của một người theo cách phản ứng với lý trí, và vẫn còn nhiều quan niệm khác nhau về ý chí tự do, mỗi người đều có chung mối quan tâm, chỉ chia sẻ đặc điểm chung là không tìm thấy khả năng quyết định một mối đe dọa đối với khả năng của ý chí tự do.

## Trong triết học phương Tây

Một sự phân loại đơn giản của các quan điểm triết học chính yếu về sự tự do ý chí.

Các câu hỏi cơ bản là liệu chúng ta có kiểm soát hành động của mình không, và nếu vậy, loại kiểm soát nào và ở mức độ nào. Những câu hỏi này có trước các người theo chủ nghĩa khắc kỷ Hy Lạp đầu tiên (ví dụ, Chrysippus), và một số nhà triết học hiện đại đã nói nhiều về sự thiếu tiến bộ trong tất cả các thế kỷ này.
Một mặt, con người có ý thức tự do mạnh mẽ, điều này khiến chúng ta tin rằng chúng ta có ý chí tự do. Mặt khác, một cảm giác tự do trực giác sẽ có thể bị nhầm lẫn.
Thật khó để dung hòa bằng chứng trực quan rằng các quyết định có ý thức có hiệu quả nhân quả với quan điểm rằng thế giới vật lý có thể được giải thích hoàn toàn bằng luật vật lý. Xung đột giữa tự do cảm nhận trực giác và luật tự nhiên phát sinh khi đóng cửa nguyên nhân hoặc xác định vật lý (chủ nghĩa xác định danh nghĩa) được khẳng định. Với việc đóng cửa nhân quả, không có sự kiện vật lý nào có nguyên nhân ngoài phạm vi vật lý và với tính xác định vật lý, tương lai được xác định hoàn toàn bởi các sự kiện trước đó (nguyên nhân và kết quả).
Câu đố về việc hòa giải 'ý chí tự do' với một vũ trụ xác định được gọi là vấn đề của ý chí tự do hoặc đôi khi được gọi là vấn đề nan giải của chủ nghĩa quyết định. Vấn đề nan giải này cũng dẫn đến một tình huống khó xử về đạo đức: câu hỏi về cách phân công trách nhiệm cho các hành động nếu chúng được gây ra hoàn toàn bởi các sự kiện trong quá khứ.
Một cách tiếp cận khác cho vấn đề nan giải là của những người theo chủ nghĩa không tương thích, cụ thể là, nếu thế giới mang tính quyết định, thì cảm giác của chúng ta rằng chúng ta có thể tự do lựa chọn một hành động chỉ đơn giản là một ảo ảnh. Chủ nghĩa tự do siêu hình là hình thức của chủ nghĩa không tương xứng, cho rằng chủ nghĩa quyết định là sai lầm và ý chí tự do là có thể (ít nhất là một số người có ý chí tự do). Quan điểm này được liên kết với các công trình phi vật chất, bao gồm cả thuyết nhị nguyên truyền thống, cũng như các mô hình hỗ trợ các tiêu chí tối thiểu hơn; chẳng hạn như khả năng phủ quyết một cách có ý thức một hành động hoặc cạnh tranh mong muốn. Tuy nhiên, ngay cả với chủ nghĩa không xác định vật lý, các lập luận đã được đưa ra chống lại chủ nghĩa tự do ở chỗ khó có thể gán Origination (trách nhiệm cho các lựa chọn không xác định "tự do").
Ý chí tự do ở đây chủ yếu được đối xử với chủ nghĩa quyết định vật lý theo nghĩa chặt chẽ của chủ nghĩa quyết định danh nghĩa, mặc dù các hình thức quyết định khác cũng liên quan đến ý chí tự do. Ví dụ, chủ nghĩa quyết định logic và thần học thách thức chủ nghĩa tự do siêu hình với các ý tưởng về định mệnh và số phận, và chủ nghĩa quyết định sinh học, văn hóa và tâm lý nuôi dưỡng sự phát triển của các mô hình tương hợp. Các lớp tương thích riêng biệt và không tương thích thậm chí có thể được hình thành để đại diện cho những điều này.
Dưới đây là những lập luận cổ điển dựa trên tình huống khó xử và nền tảng của nó.

### Chủ nghĩa không tương thích
Chủ nghĩa không tương thích là vị trí mà ý chí tự do và chủ nghĩa quyết định không tương thích về mặt logic, và câu hỏi lớn liên quan đến việc mọi người có tự do hay không là do đó liệu hành động của họ có được xác định hay không. "Những người quyết định cứng", chẳng hạn như d'Holbach, là những người không tương xứng chấp nhận chủ nghĩa quyết định và từ chối ý chí tự do. Ngược lại, " những người theo chủ nghĩa tự do siêu hình ", như Thomas Reid, Peter van Inwagen, và Robert Kane, là những người không tương xứng chấp nhận ý chí tự do và từ chối chủ nghĩa quyết định, giữ quan điểm rằng một hình thức bất định nào đó là đúng. Một quan điểm khác là những người không tương xứng cứng, nói rằng ý chí tự do không tương thích với cả chủ nghĩa quyết định và chủ nghĩa không xác định.
Lập luận truyền thống cho chủ nghĩa không tương xứng dựa trên " máy bơm trực giác ": nếu một người giống như những thứ máy móc khác được xác định trong hành vi của họ như đồ chơi gió, bóng bi-a, con rối hoặc robot, thì mọi người không được có ý chí tự do. Lập luận này đã bị từ chối bởi những người đồng hương như Daniel Dennett với lý do, ngay cả khi con người có điểm chung với những điều này, vẫn có thể và có thể tin rằng chúng ta khác với những đối tượng như vậy theo những cách quan trọng.
Một lập luận khác cho chủ nghĩa không tương thích là "chuỗi nhân quả". Chủ nghĩa không tương thích là chìa khóa cho lý thuyết duy tâm về ý chí tự do. Hầu hết những người không tương xứng đều bác bỏ ý kiến cho rằng tự do hành động chỉ đơn giản là trong hành vi "tự nguyện". Thay vào đó, họ nhấn mạnh rằng ý chí tự do có nghĩa là ai đó phải là nguyên nhân "tối thượng" hoặc "khởi nguồn" cho hành động của anh ta. Họ phải là nguyên nhân, trong cụm từ truyền thống. Chịu trách nhiệm về lựa chọn của một người là nguyên nhân đầu tiên của những lựa chọn đó, trong đó nguyên nhân đầu tiên có nghĩa là không có nguyên nhân trước đó của nguyên nhân đó. Do đó, lập luận là nếu một người có ý chí tự do, thì họ là nguyên nhân cuối cùng của hành động của họ. Nếu tính xác định là đúng, thì tất cả các lựa chọn của một người là do các sự kiện và sự kiện nằm ngoài sự kiểm soát của họ. Vì vậy, nếu mọi thứ ai đó làm là do các sự kiện và sự kiện nằm ngoài tầm kiểm soát của họ, thì họ không thể là nguyên nhân cuối cùng của hành động của họ. Do đó, họ không thể có ý chí tự do. Lập luận này cũng đã được thách thức bởi các nhà triết học đồng hương khác nhau.
Một lập luận thứ ba cho chủ nghĩa không tương xứng đã được Carl Ginet đưa ra vào những năm 1960 và đã nhận được nhiều sự chú ý trong văn học hiện đại. Đối số đơn giản chạy dọc theo các dòng này: nếu tính xác định là đúng, thì chúng ta không kiểm soát được các sự kiện trong quá khứ xác định trạng thái hiện tại của chúng ta và không kiểm soát các quy luật tự nhiên. Vì chúng ta không thể kiểm soát những vấn đề này, chúng ta cũng không thể kiểm soát được hậu quả của chúng. Vì các lựa chọn và hành động hiện tại của chúng tôi, theo chủ nghĩa quyết định, là hậu quả cần thiết của quá khứ và quy luật tự nhiên, nên chúng tôi không kiểm soát được chúng và do đó, không có ý chí tự do. Điều này được gọi là đối số hệ quả. Peter van Inwagen nhận xét rằng C. D. Broad có phiên bản tranh luận về hậu quả ngay từ những năm 1930.
Khó khăn của lập luận này đối với một số người đồng hương nằm ở chỗ nó đòi hỏi sự bất khả thi mà người ta có thể đã chọn ngoài người khác. Ví dụ, nếu Jane là một người thích cạnh tranh và cô ấy chỉ ngồi xuống ghế sofa, thì cô ấy cam kết với tuyên bố rằng cô ấy có thể vẫn đứng, nếu cô ấy rất muốn. Nhưng nó xuất phát từ lập luận về hậu quả rằng, nếu Jane vẫn đứng vững, cô ấy sẽ tạo ra mâu thuẫn, vi phạm quy luật tự nhiên hoặc thay đổi quá khứ. Do đó, những người đồng hương cam kết tồn tại "những khả năng đáng kinh ngạc", theo Ginet và van Inwagen. Một câu trả lời cho lập luận này là nó tương đương với các khái niệm về khả năng và sự cần thiết, hoặc ý chí tự do gợi lên để đưa ra bất kỳ lựa chọn nào thực sự là một ảo ảnh và sự lựa chọn đã được đưa ra, không biết gì về "người quyết định" của nó. David Lewis gợi ý rằng những người đồng hương chỉ cam kết với khả năng làm điều gì đó khác đi nếu những hoàn cảnh khác nhau thực sự có được trong quá khứ.
Sử dụng T, F cho "đúng" và "sai" và ? đối với quyết định, có chính xác chín vị trí liên quan đến tính quyết định / ý chí tự do bao gồm bất kỳ hai trong số ba khả năng này:
|                        | 1 | 2 | 3 | 4 | 5 | 6 | 7 | 8 | 9 |
| Chủ nghĩa quyết đoán D | T | F | T | F | T | F | ? | ? | ? |
| FW Ý chí tự do         | F | T | T | F | ? | ? | F | T | ? |

Chủ nghĩa không tương thích có thể chiếm bất kỳ vị trí nào trong chín vị trí ngoại trừ (5), (8) hoặc (3), tương ứng với chủ nghĩa quyết định mềm. Vị trí (1) là chủ nghĩa quyết định cứng và vị trí (2) là chủ nghĩa tự do. Vị trí (1) của chủ nghĩa quyết định cứng thêm vào bảng tranh luận rằng D ngụ ý FW là không đúng sự thật, và vị trí (2) của chủ nghĩa tự do thêm vào sự tranh chấp rằng FW ngụ ý D là không đúng sự thật. Vị trí (9) có thể được gọi là chủ nghĩa không tương thích cứng nếu một người giải thích ? như ý nghĩa cả hai khái niệm có giá trị đáng ngờ. Bản thân thuyết tương đối có thể chiếm bất kỳ vị trí nào trong chín vị trí, nghĩa là không có mâu thuẫn logic giữa chủ nghĩa quyết định và ý chí tự do, và về nguyên tắc có thể đúng hoặc sai. Tuy nhiên, ý nghĩa phổ biến nhất gắn liền với thuyết tương đồng là một số dạng xác định là đúng và chúng ta có một số dạng của ý chí tự do, vị trí (3).